# Disentomb
Disentomb ist eine australische Brutal-Death-Metal-Band aus Brisbane, die 2009 gegründet wurde.

## Geschichte
Die Band wurde im März. 2009 von dem Schlagzeuger Henri Sison, dem Gitarristen Jake Wilkes und dem Sänger Jord Philp gegründet. Durch ein Demo, das aus zwei Liedern besteht, erreichte die Band einen Plattenvertrag bei dem japanischen Label Amputated Vein Records, noch bevor sie ihren ersten Auftritt hatte. Das Album erschien bei diesem Label 2010 unter dem Namen Sunken Chambers of Nephilim, wobei die Veröffentlichung in Australien über Obsidian Records stattfand. Im selben Jahr war die Band live mit Dying Fetus und Napalm Death zu sehen und es wurde eine Tournee durch Australien abgehalten. Im folgenden Jahr nahm die Gruppe in der Schweiz am Mountains of Death Festival teil und sie ging auf Tournee durch Großbritannien. 2012 folgten nationale Auftritte mit Cannibal Corpse, und die Band war auf dem Bastardfest zu sehen. Im selben Jahr erschien ein weiteres Demo, zudem ging die Band weiter auf Tour durch Australien. Anfang 2013 verließ der Bassist Tom Joice die Besetzung und wurde durch Jim Parker ersetzt. Kurz nachdem 2014 das Album Misery bei New Standard Elite Records veröffentlicht worden war, war die Band live mit Gorguts und Portal in Sydney zu erleben. 2014 war die Band auch auf dem indonesischen Hammersonic Festival zu sehen. Anfang 2015 ging es mit Psycroptic und Goatwhore auf Tournee.

## Stil
Brian Giffin ordnete die Band in seiner Encyclopedia of Australian Heavy Metal dem Brutal Death Metal zu. Stefan Hofman von bloodchamber.de schrieb in seiner Rezension zu Sunken Chambers of Nephilim, dass dem Hörer moderner Brutal Death Metal geboten wird. Die Band begebe sich dabei in „extrem technische und vertrackte Gefilde“, wobei sie sehr viele verschiedene Riffs und viele Tempowechsel in einen Song packe. Evan Mugford von metal-observer.com schrieb in seiner Rezension zu Misery, dass das Album besser als der Vorgänger produziert ist und dass das Songwriting nun reifer klinge. Auch er ordnete sie dem Brutal Death Metal zu. Die Songs seien nun langsamer und man habe sich etwas mehr dem traditionellen und „boshaften“ Death Metal zugewandt. Dadurch komme eine Nähe zu Gruppen wie Immolation und Gorgasm auf. Die Band gebe sich groove-orientiert und technisch anspruchsvoll und arbeite nun auch etwas Doom Metal in die Lieder ein.

## Diskografie
- 2009: 2009 Promo (Demo, Eigenveröffentlichung)
- 2010: Sunken Chambers of Nephilim (Album, Amputated Vein Records)
- 2012: Promo 2012 (Demo, Eigenveröffentlichung)
- 2014: Misery (Album, New Standard Elite Records)
- 2019: The Decaying Light (Album)
- 2021: Broken Under Your Symbol of Atonement (Single)